# Liste der Baudenkmäler in Essenbach
Auf dieser Seite sind die Baudenkmäler in dem niederbayerischen Markt Essenbach zusammengestellt. Diese Tabelle ist eine Teilliste der Liste der Baudenkmäler in Bayern. Grundlage ist die Bayerische Denkmalliste, die auf Basis des Bayerischen Denkmalschutzgesetzes vom 1. Oktober 1973 erstmals erstellt wurde und seither durch das Bayerische Landesamt für Denkmalpflege geführt wird. Die folgenden Angaben ersetzen nicht die rechtsverbindliche Auskunft der Denkmalschutzbehörde.

## Baudenkmäler nach Ortsteilen

### Essenbach
| Lage                             | Objekt                                      | Beschreibung | Akten-Nr.             | Bild                                        |
| -------------------------------- | ------------------------------------------- | --- | --------------------- | ------------------------------------------- |
| Rathausplatz 13 (Standort)       | Katholische Kirche Mariä Himmelfahrt        | Saalbau mit später angefügten Seitenschiffen, heute Staffelhalle, spätgotischer Bau um 1470, durch Seitenschiffe um 1670 und nochmals 1713 erweitert, im Kern romanischer Turm, spätgotisch erhöht, zunächst freistehend, 1713 in das südliche Seitenschiff integriert, Chor gegliedert durch Dreieckslisenen und Dachfries, mit Putzgliederung, Turm mit Achteckaufsatz und steinernem Spitzhelm; mit Ausstattung. | D-2-74-128-1 Wikidata | weitere Bilder                              |
| Rathausplatz 14 (Standort)       | Ehemaliges Wohnstallhaus                    | zweigeschossiges Gebäude, Blockbau-Obergeschoss mit Halbwalmdach und Schrot, um 1800, spätere Veränderungen. | D-2-74-128-4 Wikidata | Ehemaliges Wohnstallhaus                    |
| Schardthof 1 (Standort)          | Gasthaus                                    | zweigeschossiges Gebäude mit Steildach und Putzgliederungen, wohl 18. Jahrhundert. | D-2-74-128-3 Wikidata | Gasthaus                                    |
| Straubinger Straße 11 (Standort) | Wohnstallhaus eines ehemaligen Vierseithofs | zweigeschossiger Wohnbau mit angegliedertem eingeschossigen Stallgebäude, Ziegelbauten mit Satteldach, Wohngebäude mit Ziergiebel in spätbarocken Formen, Anfang 19. Jahrhundert. | D-2-74-128-5 Wikidata | Wohnstallhaus eines ehemaligen Vierseithofs |

### Altheim
| Lage                            | Objekt                                           | Beschreibung | Akten-Nr.              | Bild                                        |
| ------------------------------- | ------------------------------------------------ | --- | ---------------------- | ------------------------------------------- |
| Dorfstraße 80 (Standort)        | Katholische Kirche St. Peter                     | Saalkirche, spätgotische Anlage um 1456, Langhausmauern und Turm im Kern noch spätromanisch, Gliederung durch Streben am Chor und Dachfries, südwestlich Turm mit Geschossgliederung, Rundbogenfriesen und Spitzhelm, Turmabschluss 19. Jahrhundert; mit Ausstattung. | D-2-74-128-7 Wikidata  | weitere Bilder                              |
| Einsiedelstraße 15 (Standort)   | Stadel eines Vierseithofs                        | in Blockbauweise mit Satteldach, um 1800. | D-2-74-128-9 Wikidata  | Stadel eines Vierseithofs                   |
| Einsiedelstraße 30 (Standort)   | Katholische Kirche St. Andreas                   | Saalkirche mit eingezogenem Chor und Westturm, spätgotischer Backsteinbau, um 1490, Fenster im 19. Jahrhundert teilweise spitzbogig vergrößert, westlicher Sattelturm mit Geschossgliederung und Spitzbogenblenden; mit Ausstattung.                                  | D-2-74-128-8 Wikidata  | weitere Bilder                              |
| Ergoldinger Straße 5 (Standort) | Ehemaliges Wohnstallhaus                         | zweigeschossiger Satteldachbau mit einseitig tief gezogenem Dach, Blockbau-Obergeschoss und Traufschrot, zweite Hälfte 18. Jahrhundert. | D-2-74-128-10 Wikidata | Ehemaliges Wohnstallhaus                    |
| Landshuter Straße 4 (Standort)  | Wohnstallhaus eines Vierseithofs und Wandmalerei | zweigeschossiges Gebäude mit Walmdach und Traufschrot, bezeichnet 1806; an der Ostseite Wandmalereien. | D-2-74-128-12 Wikidata | weitere Bilder                              |
| Zehnerstraße 3 (Standort)       | Ehemaliges Wohnstallhaus eines Vierseithofs      | zweigeschossiger Massivbau mit einseitig abgewalmtem Satteldach und Traufschrot, um 1800. | D-2-74-128-13 Wikidata | Ehemaliges Wohnstallhaus eines Vierseithofs |

### Artlkofen
| Lage                    | Objekt                         | Beschreibung | Akten-Nr.              | Bild                    |
| ----------------------- | ------------------------------ | --- | ---------------------- | ----------------------- |
| Artlkofen 20 (Standort) | Katholische Kirche St. Michael | Saalkirche mit eingezogenem Chor und Westturm, barocke Anlage der ersten Hälfte des 18. Jahrhunderts, Turmuntergeschoss noch spätgotisch, Westturm mit barockem Aufsatz und Kuppelhaube; mit Ausstattung.                                                                              | D-2-74-128-14 Wikidata | weitere Bilder          |
| In Artlkofen (Standort) | Ehemaliges Austragshaus        | zum gegenüberliegenden Hof Nr. 10, eingeschossiger Blockbau mit Schopfwalmdach und hohem, sockelartigem Untergeschoss, 18. Jahrhundert, Eiskelleranbau nach 1812; Back- und Waschhaus, massiver Satteldachbau, mit angebauter Kegelbahn, langgestreckter Pultdachbau, 19. Jahrhundert. | D-2-74-128-42          | Ehemaliges Austragshaus |

### Bruckbach
| Lage                    | Objekt                                                   | Beschreibung | Akten-Nr.              | Bild                                                     |
| ----------------------- | -------------------------------------------------------- | --- | ---------------------- | -------------------------------------------------------- |
| Bruckbach 3 (Standort)  | Wohnstallhaus eines Vierseithofs und ehemaliges Gasthaus | zweigeschossiger Flachsatteldachbau mit Trauf- und Giebelschrot, Mitte 19. Jahrhundert; Nebengebäude mit ehemaligen Tanzboden, zweigeschossiger Satteldachbau mit Blockbau im Obergeschoss, gleichzeitig. | D-2-74-128-16 Wikidata | Wohnstallhaus eines Vierseithofs und ehemaliges Gasthaus |
| Bruckbach 17 (Standort) | Katholische Filialkirche St. Johannes der Täufer         | Saalkirche mit eingezogenem Chor und Westturm, Rokokobau, Mitte 18. Jahrhundert, mit Putzgliederung, Turm mit Eingangshalle, Turmoberbau mit abgeschrägten Kanten, Spitzhelm später; mit Ausstattung.     | D-2-74-128-15 Wikidata | weitere Bilder                                           |

### Gaunkofen
| Lage                  | Objekt     | Beschreibung | Akten-Nr.              | Bild           |
| --------------------- | ---------- | --- | ---------------------- | -------------- |
| Rinnenfeld (Standort) | Hofkapelle | massiver Satteldachbau mit Dachreiter, neugotischer Bau aus der zweiten Hälfte des 19. Jahrhunderts; mit Ausstattung. | D-2-74-128-17 Wikidata | weitere Bilder |

### Holzen
| Lage                | Objekt                               | Beschreibung | Akten-Nr.              | Bild           |
| ------------------- | ------------------------------------ | --- | ---------------------- | -------------- |
| Holzen 1 (Standort) | Ehemaliges Herrenhaus von Gut Holzen | schlossartiger, zweigeschossiger Putzbau mit dreigeschossigem Satteldach, Giebelfassaden mit Zinnenbekrönung, errichtet 1604, bezeichnet durch Inschrifttafel (1905 an Nordseite versetzt), Umbau 1905 durch Louis von Heemskerck. | D-2-74-128-19 Wikidata | weitere Bilder |

### Kreut
| Lage               | Objekt        | Beschreibung                                                                            | Akten-Nr.              | Bild          |
| ------------------ | ------------- | --------------------------------------------------------------------------------------- | ---------------------- | ------------- |
| Kreut 2 (Standort) | Wohnstallhaus | zweigeschossiger Flachsatteldachbau in Blockbauweise, mit Traufschrot, 18. Jahrhundert. | D-2-74-128-20 Wikidata | Wohnstallhaus |

### Mettenbach
| Lage                     | Objekt                                                   | Beschreibung | Akten-Nr.              | Bild                                                     |
| ------------------------ | -------------------------------------------------------- | --- | ---------------------- | -------------------------------------------------------- |
| Dorfstraße 12 (Standort) | Wohnstallhaus eines Dreiseithofs                         | zweigeschossiger Flachsatteldachbau mit Blockbau-Obergeschoss, wiedererrichtet auf neuem gemauertem Erdgeschoss, mit Walmdach und Hochlaube, im Kern wohl noch Ende 17. Jahrhundert.                         | D-2-74-128-23 Wikidata | Wohnstallhaus eines Dreiseithofs                         |
| Dorfstraße 13 (Standort) | Wohnstallhaus                                            | zweigeschossiger Flachsatteldachbau, Blockbau mit umlaufendem Bretterschrot und Hochlaube, Ende 17. Jahrhundert.                                                                                             | D-2-74-128-24 Wikidata | Wohnstallhaus                                            |
| Dorfstraße 38 (Standort) | Wohnstallhaus eines Dreiseithofs                         | zweigeschossiger Blockbau mit Steildach, bemalten Balkenköpfen und Traufschrot, erbaut 1699. | D-2-74-128-25 Wikidata | Wohnstallhaus eines Dreiseithofs                         |
| Dorfstraße 50 (Standort) | Ehemaliges Wohnstallhaus                                 | zweigeschossiger Flachsatteldachbau mit Blockbau-Obergeschoss und Traufschrot, Ende 18. Jahrhundert. | D-2-74-128-26 Wikidata | Ehemaliges Wohnstallhaus                                 |
| Dorfstraße 55 (Standort) | Ehemaliges Pfarrhaus                                     | zweigeschossiger Blockbau mit Walmdach, rückwärtig eingebauter Traidboden, Keller bezeichnet 1593, Wohnteil mit Dachwerk 1668 dendrochronologisch datiert, Wirtschaftsteil 1844 dendrochronologisch datiert. | D-2-74-128-27 Wikidata | Ehemaliges Pfarrhaus                                     |
| Kirchplatz 2 (Standort)  | Barocker Turm der katholischen Pfarrkirche St. Dionysius | Turm der 1970 neuerbauten Pfarrkirche St. Dionysius, massiver Bau mit Achteckaufsatz und Zwiebelkuppel; alte Ausstattung der Kirche.                                                                         | D-2-74-128-21 Wikidata | Barocker Turm der katholischen Pfarrkirche St. Dionysius |

### Mirskofen
| Lage                                 | Objekt                                 | Beschreibung | Akten-Nr.              | Bild                      |
| ------------------------------------ | -------------------------------------- | --- | ---------------------- | ------------------------- |
| Bahnhofstraße 4 (Standort)           | Gasthaus                               | zweigeschossiger Walmdachbau, verputzter Blockbau, um 1618. | D-2-74-128-31 Wikidata | Gasthaus                  |
| Bahnhofstraße 6 (Standort)           | Dreiseithof mit Stadel                 | Wohnhaus eingeschossiger Satteldachbau mit Kniestock Blockbau, im Kern um 1830; zweitenniger Blockbaustadel mit Satteldach, um 1636; Traidkasten, in Blockbauweise mit Satteldach, mit Taubenschlägen, Ende 16. Jahrhundert. | D-2-74-128-32 Wikidata | weitere Bilder            |
| Salvatorstraße 6 (Standort)          | Filialkirche St. Salvator              | Saalbau des 17./18. Jahrhunderts, Chorneubau Mitte des 18. Jahrhunderts, mit Lisenen- und Putzgliederung, östlich Dachreiter mit kleiner Zwiebelkuppel; mit Ausstattung. | D-2-74-128-30 Wikidata | Filialkirche St. Salvator |
| Schloßstraße 20, 22 (Standort)       | Schloss mit Kapelle                    | klassizistische Anlage mit dreigeschossigem Mittelbau und zwei seitlich anschließenden zweigeschossigen Flügeln, diese zur Hofseite eingezogen, Walmdachbauten mit Eckrustizierung und Putzgliederung, spätes 18. Jahrhundert; mit Ausstattung; Schlosskapelle St. Johannes von Nepomuk im dreigeschossigen Mittelbau; mit Ausstattung. Chor, errichtet vor 1770, unter Verwendung des spätgotischen Turms aus dem 15. Jahrhundert, Verlängerung des Schiffes 1957, mit Putz- und Lisenengliederung, südlich Chorflankenturm mit Geschossgliederung, Blendbögen und Spitzhelm; mit Ausstattung. | D-2-74-128-33 Wikidata | weitere Bilder            |
| Untere Sendlbachstraße 18 (Standort) | Katholische Pfarrkirche Mater Dolorosa | Saalkirche mit eingezogenem Chor, errichtet vor 1770, unter Verwendung des spätgotischen Turms aus dem 15. Jahrhundert, Verlängerung des Schiffes 1957, mit Putz- und Lisenengliederung, südlich Chorflankenturm mit Geschossgliederung, Blendbögen und Spitzhelm; mit Ausstattung. | D-2-74-128-29 Wikidata | weitere Bilder            |

### Oberröhrenbach
| Lage                     | Objekt                              | Beschreibung | Akten-Nr.              | Bild           |
| ------------------------ | ----------------------------------- | --- | ---------------------- | -------------- |
| Hauptteilholz (Standort) | Kapelle ‚Zum Herrgott auf der Wies‘ | kleiner Saalbau mit eingezogenem Chor, barocke Anlage von 1754, mit Lisenen- und Putzgliederung, östlich Dachreiter mit Zwiebelkuppel; mit Ausstattung. | D-2-74-128-34 Wikidata | weitere Bilder |

### Oberwattenbach
| Lage                          | Objekt                        | Beschreibung | Akten-Nr.              | Bild                          |
| ----------------------------- | ----------------------------- | --- | ---------------------- | ----------------------------- |
| Bachtalstraße 17 (Standort)   | Wohnstallhaus                 | eineinhalbgeschossiger Blockbau mit Steildach und Giebelschrot, wohl um 1800, mit späteren Veränderungen. | D-2-74-128-36 Wikidata | Wohnstallhaus                 |
| Sankt-Martin-Weg 2 (Standort) | Katholische Kirche St. Martin | Saalkirche, spätgotischer Bau des 15. Jahrhunderts, Langhaus vermutlich älter, mit barocken Veränderungen im 17. und 18. Jahrhundert sowie um 1800, nördlich Chorflankenturm mit achtseitigem Aufsatz und Spitzhelm; mit Ausstattung. | D-2-74-128-35 Wikidata | Katholische Kirche St. Martin |

### Sankt Wolfgang
| Lage                           | Objekt              | Beschreibung | Akten-Nr.              | Bild           |
| ------------------------------ | ------------------- | --- | ---------------------- | -------------- |
| Sankt Wolfgang 1, 2 (Standort) | Kirche St. Wolfgang | Saalkirche mit eingezogenem quadratischem Chor und Westturm, frühgotische Anlage um 1300, Backsteinbau, Turmuntergeschoss wohl spätes 15. Jahrhundert, Turmaufbau 1689, Gliederung am Turm durch Geschossteilung und Blendbögen, mit Kuppelhaube; mit Ausstattung; Kirchhofmauer, wohl 17./18. Jahrhundert. | D-2-74-128-37 Wikidata | weitere Bilder |
| Sankt Wolfgang 1 (Standort)    | Wohnhaus            | eingeschossiger Blockbau mit Walm- und Halbwalmdach, 18. Jahrhundert. | D-2-74-128-38 Wikidata | Wohnhaus       |

### Unterröhrenbach
| Lage                         | Objekt                                       | Beschreibung | Akten-Nr.              | Bild                                         |
| ---------------------------- | -------------------------------------------- | --- | ---------------------- | -------------------------------------------- |
| Unterröhrenbach 4 (Standort) | Katholische Kirche St. Ulrich und St. Martin | kleiner spätromanischer Saalbau mit eingezogenem quadratischem Chor, wohl 13. Jahrhundert, barocke Veränderungen um 1630 durch Georg Reichhart, um 1700 durch Wolf Ehrhamb und 1794 durch Mathias Obermayr, Gliederung am Chor durch Deutsches Band, am Langhaus einfacher Rundbogenfries, östlich barocker Dachreiter mit Zwiebelkuppel; mit Ausstattung. | D-2-74-128-39 Wikidata | Katholische Kirche St. Ulrich und St. Martin |

### Unterunsbach
| Lage                       | Objekt                                  | Beschreibung | Akten-Nr.              | Bild           |
| -------------------------- | --------------------------------------- | --- | ---------------------- | -------------- |
| Unterunsbach 39 (Standort) | Katholische Kirche St. Johannes Baptist | kleiner barocker Saalbau des 18. Jahrhunderts, mit Lisenengliederung und Friesband, Westturm mit Achteckaufsatz und kleiner Zwiebelkuppel; mit Ausstattung. | D-2-74-128-40 Wikidata | weitere Bilder |

### Unterwattenbach
| Lage                           | Objekt                         | Beschreibung | Akten-Nr.     | Bild           |
| ------------------------------ | ------------------------------ | --- | ------------- | -------------- |
| Sankt-Ägidius-Weg 3 (Standort) | Katholische Kirche St. Ägidius | Saalkirche, spätgotischer Backsteinbau um 1500, die Langhausmauern zum Teil noch romanisch, Gliederung durch Dreieckslisenen am Chor und Dachfries, südlich Chorflankenturm mit Geschossgliederung, Blendbögen und Spitzhelm; mit Ausstattung. | D-2-74-128-41 | weitere Bilder |

### Veitsberg
| Lage                          | Objekt                            | Beschreibung | Akten-Nr.              | Bild                              |
| ----------------------------- | --------------------------------- | --- | ---------------------- | --------------------------------- |
| Veitsbergstraße 16 (Standort) | Katholische Nebenkirche St. Vitus | Saalkirche mit eingezogenem Chor, barocke Anlage, Langhaus zwischen 1680 und 1700 neu errichtet, seit 1700 Chorbau durch den Pfeffenhausenener Maurermeister Hanns Widtmann, Turmuntergeschoss noch spätgotisch, mit Lisenengliederung, südlich Chorflankenturm mit achtseitigem Aufsatz und Zwiebelkuppel; mit Ausstattung. | D-2-74-128-22 Wikidata | Katholische Nebenkirche St. Vitus |

## Ehemalige Baudenkmäler
In diesem Abschnitt sind Objekte aufgeführt, die früher einmal in der Denkmalliste eingetragen waren, jetzt aber nicht mehr. Objekte, die in anderem Zusammenhang – also z. B. als Teil eines Baudenkmals – weiter eingetragen sind, sollen hier nicht aufgeführt werden. Aktennummern in diesem Abschnitt sind ehemalige, jetzt nicht mehr gültige Aktennummern.

| Lage                                                                  | Objekt     | Beschreibung | Akten-Nr.              | Bild       |
| --------------------------------------------------------------------- | ---------- | --- | ---------------------- | ---------- |
| Mettenbach Kirchplatz 4 (Standort)                                    | Bauernhaus | Wohnteil eines ehemaligen Hakenhofs, zweigeschossiger getünchter Blockbau mit Flachsatteldach, wohl noch Ende 17. Jahrhundert. | D-2-74-128-28 Wikidata | Bauernhaus |
| Große Taxau, am Taferlweg südöstlich von Gaunkofen im Wald (Standort) | Bildstock  | Mitte 19. Jahrhundert; mit Ausstattung.                                                                                        | D-2-74-128-18 Wikidata | BW         |

## Abgegangene Baudenkmäler
In diesem Abschnitt sind Objekte aufgeführt, die früher einmal in der Denkmalliste eingetragen waren, jetzt aber nicht mehr existieren, z. B. weil sie abgebrochen wurden. Aktennummern in diesem Abschnitt sind ehemalige, jetzt nicht mehr gültige Aktennummern.

| Lage                                       | Objekt     | Beschreibung                                      | Akten-Nr.             | Bild       |
| ------------------------------------------ | ---------- | ------------------------------------------------- | --------------------- | ---------- |
| Essenbach Straubinger Straße 16 (Standort) | Bauernhaus | Mittertennbau mit Blockbau-Obergeschoss, um 1800. | D-2-74-128-6 Wikidata | Bauernhaus |